# AEG DJ.I
El AEG DJ.I era un biplano de ataque a tierra de finales de la Primera Guerra Mundial. Tres prototipos fueron construidos y pasaron por un periodo de evaluación al momento que la guerra finalizaba. El diseño hacía un uso extensivo del metal en su construcción.

## Especificaciones (AEG DJ.I)

### Características generales
- Tripulación: 1
- Longitud: 6,7 m (21,9 ft)
- Envergadura: 10 m (32,8 ft)
- Altura: 3 m (9,8 ft)
- Peso vacío: 1182 kg (2605,1 lb)
- Peso máximo al despegue: 1375 kg (3030,5 lb)
- Planta motriz: 1× motor en V Benz Bz.IIIb.
  - Potencia: 143 kW (197 HP; 194 CV)

### Rendimiento
- Velocidad máxima operativa (Vno): 180 km/h (112 MPH; 97 kt)
- Régimen de ascenso: 4,2 m/s (820 ft/min)

### Armamento
- Ametralladoras: 2× Ametralladoras de 7,92 mm LMG 08/15 Spandau de disparo delantero

- Datos: Q291379